# Humberto Quintero
Pour les articles homonymes, voir Quintero.
Humberto Quintero (né le 2 août 1979 à Maracaibo, Zulia, Venezuela) était un receveur de baseball évoluant dans la Ligue majeure.

## Carrière

### Padres de San Diego
Humberto Quintero signe son premier contrat professionnel en 1997 avec les White Sox de Chicago. Après avoir amorcé sa carrière en ligues mineures, il passe le 12 juillet 2002 des White Sox aux Padres de San Diego en retour du joueur d'avant-champ D'Angelo Jimenez.
Quintero joue sa première partie dans les majeures pour les Padres le 3 septembre 2003. Il obtient dans ce premier match disputé aux Diamondbacks de l'Arizona son premier coup sûr en carrière, réussi aux dépens du lanceur Dennys Reyes, à qui il est opposé comme frappeur suppléant.
Le 28 juin 2004, Quintero frappe son premier coup de circuit dans les grandes ligues, un coup en solo aux dépens de Scott Service des Diamondbacks.

### Astros de Houston
Le 28 mars 2005, les Padres échangent Humberto Quintero aux Astros de Houston contre le lanceur Tim Redding. Le receveur partage son temps entre les majeures et les mineures au cours de ses cinq premières années à Houston avant de jouer l'entière saison 2010 avec les Astros, où il le joueur de confiance de son club à sa position. Il obtient cette année-là 62 coups sûrs et 20 points produits, deux sommets pour une saison depuis son entrée dans les majeures. Ses quatre coups de circuit égalent son total de la saison précédente.

### Royals de Kansas City
Le 20 mars 2012, Quintero et le voltigeur Jason Bourgeois passent des Astros aux Royals de Kansas City en retour du lanceur gaucher Kevin Chapman. Quintero frappe pour ,232 avec un circuit et 19 points produits en 43 parties pour Kansas City en 2012. Il est libéré et redevient agent libre le 5 juillet. Le 14 juillet, il rejoint les Marlins de Miami. Sans avoir joué pour Miami, il est libéré le 24 juillet et rejoint les Brewers de Milwaukee le 28 juillet. Il ne joue pas avec Milwaukee et devient joueur autonome après la saison.

### Phillies de Philadelphie
Il rejoint pour le camp d'entraînement 2013 les Phillies de Philadelphie, qui viennent de perdre leur receveur Carlos Ruiz, suspendu. Il ne dispute que 24 rencontres pour Philadelphie, le club préférant finalement Erik Kratz en l'absence de Ruiz. Quintero est remercié par les Phillies le 25 juillet 2013.

### Mariners de Seattle
Le 26 juillet 2013, Quintero rejoint les Mariners de Seattle.